# Altyn Asyr FK
Der Altyn Asyr futbol kluby (russisch ФК «Алтын Асыр») (turkmenisch Altyn Asyr futbol kluby) ist ein 2008 gegründeter Fußballverein aus Aşgabat, der Hauptstadt Turkmenistans. Er spielt aktuell in der höchsten Liga des Landes, der Ýokary Liga, und ist amtierender Meister.

## Erfolge
- Turkmenischer Meister: 2014, 2015, 2016, 2017, 2018, 2019, 2020, 2021[1]

- Turkmenischer Pokalsieger: 2009, 2015, 2016, 2019, 2020

- Turkmenischer Pokalfinalist: 2010, 2013

- Turkmenischer Supercupsieger: 2015, 2016, 2017, 2018, 2019, 2020, 2021, 2022

## Stadion

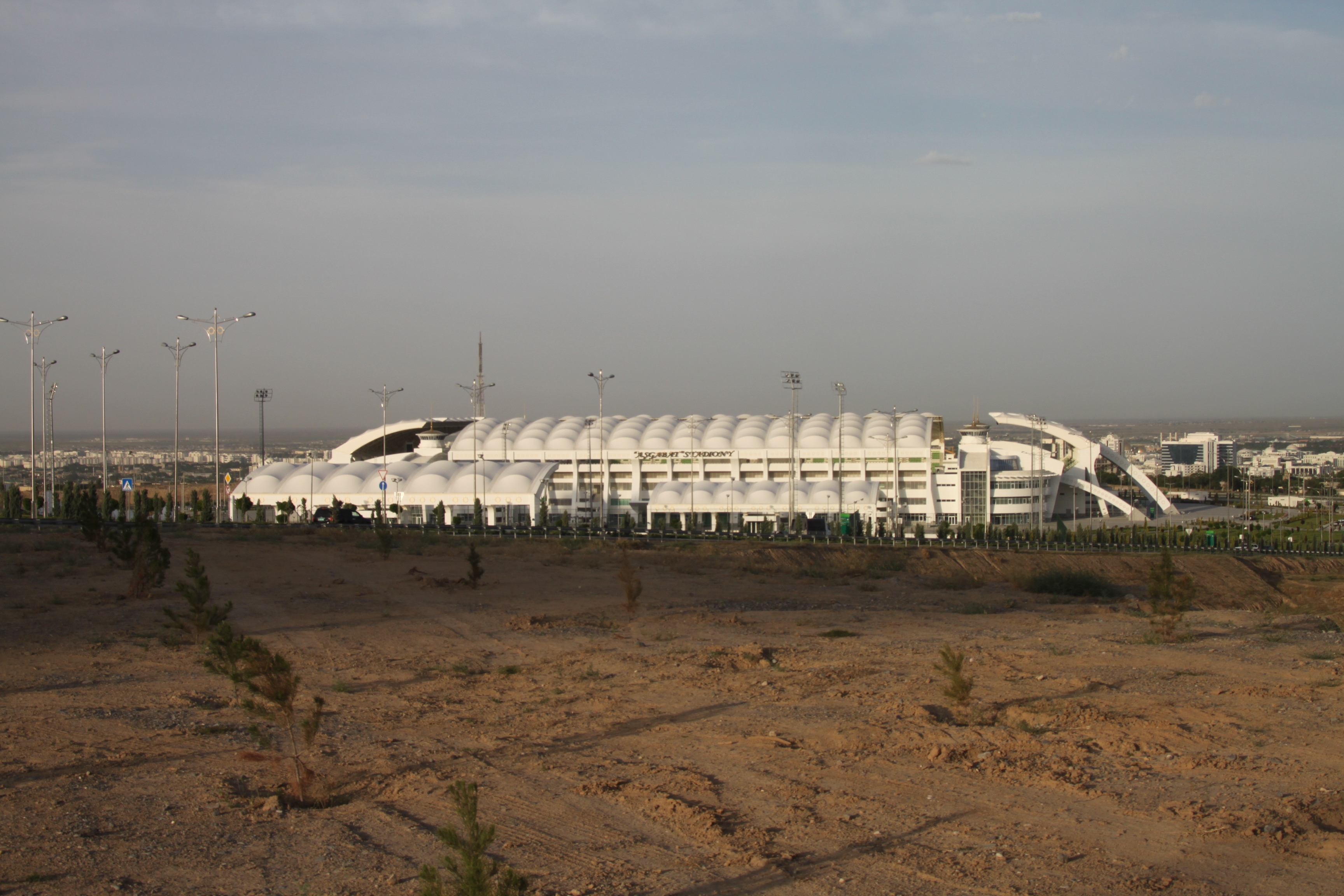
Aşgabat-Stadion

Der Verein trägt seine Heimspiele im Aşgabat-Stadion in Aşgabat aus. Das Stadion hat ein Fassungsvermögen von 20.000 Personen.

## Trainerchronik
| Trainer                  | Nation               | von            | bis               |
| ------------------------ | -------------------- | -------------- | ----------------- |
| Bayram Ovezovich Durdyev | Turkmenistan         | 1. Januar 2013 | 31. Dezember 2013 |
| Yazguly Khodzhageldyev   | Turkmenistan         | 1. Januar 2014 | ?                 |
| Dmitriy Korzh            | Turkmenistan Ukraine | 1. Januar 2015 | 31. Dezember 2016 |

## Saisonplatzierung
| Saison | Liga        | Teams | Platz | Turkmenistan Cup |
| ------ | ----------- | ----- | ----- | ---------------- |
| 2008   | Ýokary Liga | 11    | 8.    | Achtelfinale     |
| 2009   | Ýokary Liga | 9     | 5.    | Sieger           |
| 2010   | Ýokary Liga | 10    | 2.    | 2.               |
| 2011   | Ýokary Liga | 10    | 6.    | Viertelfinale    |
| 2012   | Ýokary Liga | 9     | 6.    | Viertelfinale    |
| 2013   | Ýokary Liga | 10    | 3.    | 2.               |
| 2014   | Ýokary Liga | 10    | 1.    | Viertelfinale    |
| 2015   | Ýokary Liga | 10    | 1.    | Sieger           |
| 2016   | Ýokary Liga | 10    | 1.    | Sieger           |
| 2017   | Ýokary Liga | 9     | 1.    | Halbfinale       |
| 2018   | Ýokary Liga | 8     | 1.    | Halbfinale       |
| 2019   | Ýokary Liga | 8     | 1.    | Sieger           |
| 2020   | Ýokary Liga | 8     | 1.    | Sieger           |
| 2021   | Ýokary Liga | 8     | 1.    | Halbfinale       |
| 2022   | Ýokary Liga | 8     | 2.    | Halbfinale       |
| 2023   | Ýokary Liga | 9     | 2.    | Halbfinale       |
| 2024   | Ýokary Liga | 9     | 3.    | Halbfinale       |